# Płytka Stichta

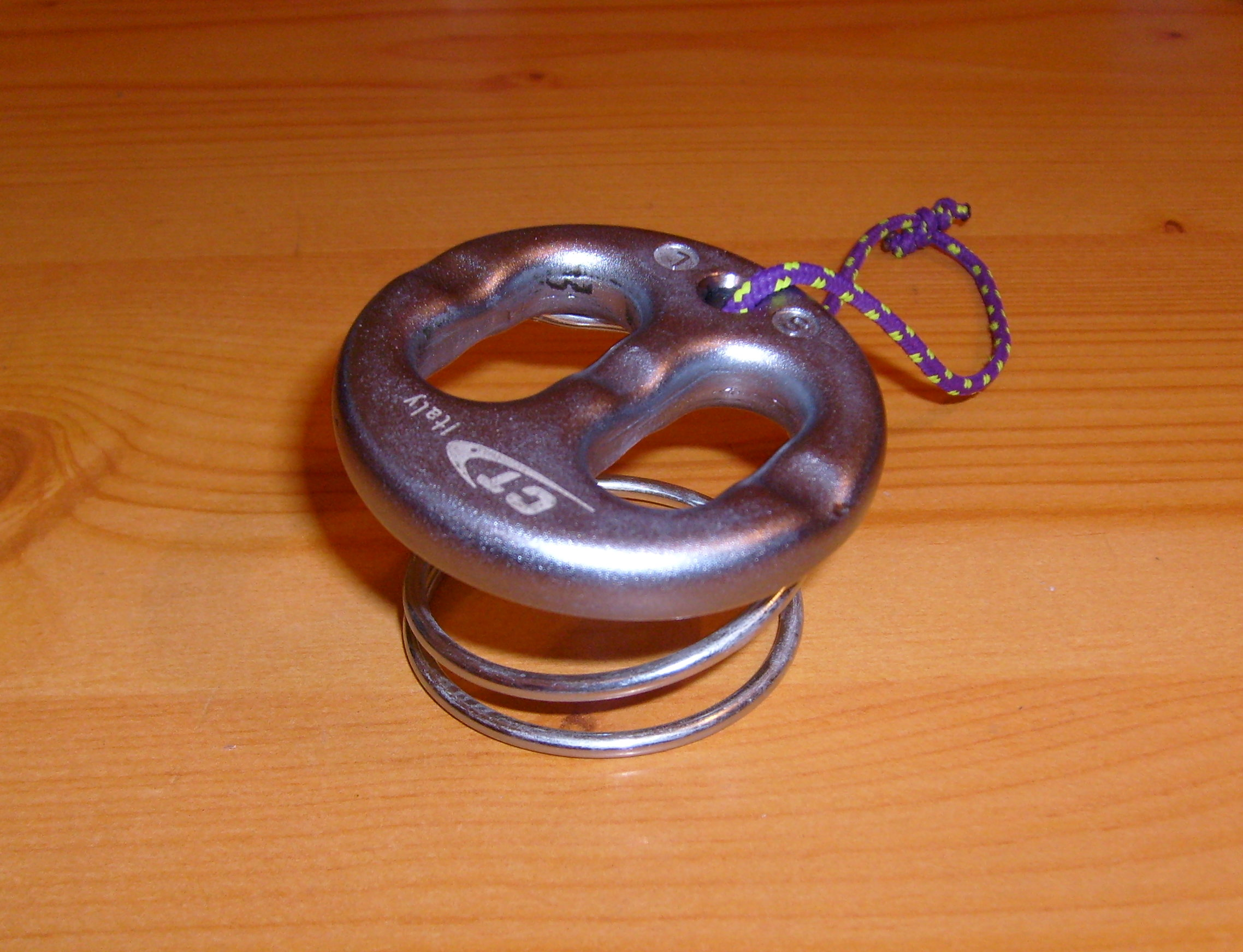
Płytka Stichta.

Płytka Stichta – przyrząd do asekuracji, element wyposażenia wspinaczkowego. Jest to płaska okrągła płytka z dwoma podłużnymi otworami, wyposażona (lub nie) w wytrzymałą sprężynę, która zapobiega klinowaniu się liny w przyrządzie. Posiada także wpinany w karabinek sznurek, zapobiegający zbyt dalekiemu odsunięciu się przyrządu od asekurującego.
Zaletami są: prostota konstrukcji, skuteczność na linach o różnej grubości, nieskręcanie liny, możliwość zjazdu na podwójnej linie i trwałość. 
Wady to: obecność sznurka, który może zaplątać się w linę, oraz słabe odprowadzanie ciepła powstającego przy długich i szybkich zjazdach (wynikające ze stosunkowo niewielkiej powierzchni).